# Pinetop-Lakeside
Pinetop-Lakeside är en kommun (town) i Navajo County i Arizona. Vid 2010 års folkräkning hade Pinetop-Lakeside 4 282 invånare.